# Action directe
Pour les articles homonymes, voir Action directe (homonymie) et AD.
Ne doit pas être confondu avec Action directe (théorie politique).
Action directe (AD) est un groupe terroriste communiste, issu de la lutte anti-franquiste et du mouvement autonome,.
Son existence se place dans le contexte de ce que l'on a appelé les « années de plomb », qui ont vu apparaître des mouvements tels que la Fraction armée rouge en Allemagne ou les Brigades rouges en Italie. Il emprunte son nom à la théorie anarchiste de l'« action directe ».
Ses membres ont revendiqué plus de 80 attentats ou assassinats sur le territoire français entre 1979 et 1987. Action directe est interdit pour apologie de la lutte armée par un décret du 24 août 1982 portant dissolution du groupement par l'effet de la loi du 10 janvier 1936 sur les groupes de combat et milices privées. L'organisation est, depuis, officiellement considérée comme terroriste par les autorités françaises,. Les derniers militants de l'organisation ont été arrêtés en 1987, puis jugés et condamnés par une formation spéciale de la cour d'assises de Paris sous les chefs d'inculpation d'assassinat de l'industriel Georges Besse, de celui de l'ingénieur général de l'armement René Audran, de tentatives d’assassinat sur le contrôleur général des armées Henri Blandin et du vice-président du Conseil national du patronat français (CNPF) Guy Brana, et des attentats contre les locaux d’Interpol et ceux de l'Union de l'Europe occidentale.
Selon le criminologue Jean-François Gayraud, l'organisation compta environ 200 sympathisants et militants sur huit ans d'existence. Sur le plan international, Action directe mène notamment des actions avec les Cellules communistes combattantes (Belgique), la Fraction armée rouge (Allemagne), divers groupes armés italiens (Brigades rouges, communistes organisés pour la libération prolétarienne, Prima Linea), les Fractions armées révolutionnaires libanaises et des groupes marxistes turcs.

## Historique

### Genèse et influences
Action directe est le résultat de la fusion des membres des Groupes d'action révolutionnaires internationalistes (GARI), des Noyaux armés pour l'autonomie populaire (NAPAP) et des Brigades internationales. Ces trois groupes appartiennent à la même famille de pensée que la Gauche prolétarienne (GP), mouvement maoïste dissous en 1974, qui prônait le recours à la violence comme arme politique. Les GARI sont fondés en 1973 par des anarchistes espagnols anti-franquistes exilés en France, qui basculent dans la lutte armée l'année suivante, après la condamnation à mort et l'exécution de l'anarchiste catalan Salvador Puig i Antich. Jean-Marc Rouillan, Michel Camilleri, Mario Ines-Torres, Floréal Cuadrado, Raymond Delgado appartiennent à ce groupe. Les NAPAP, dont est issu Pascal Trillat, forment un autre mouvement anarchiste, animé par Frédéric Oriach ; ce groupe s'est fait connaître en 1977 en revendiquant notamment l'assassinat de Jean-Antoine Tramoni, ancien vigile des usines Renault qui avait abattu cinq ans plus tôt le militant maoïste Pierre Overney. Les Brigades internationales organisent en 1976-1977 plusieurs attentats contre des diplomates étrangers en poste à Paris. Ces trois organisations suivent un cheminement idéologique similaire. Elles ont en commun le recours aux attentats à l'explosif, aux mitraillages d'édifices publics et de sièges de sociétés, aux assassinats dits politiques et aux attaques de banque comme moyen de financement. Elles coopèrent avec d'autres groupes armés européens (italiens, espagnols, allemands) et palestiniens. Elles s'apportent un appui logistique mutuel. Leur rapprochement aboutit en 1977 à la création d'une « coordination politico-militaire interne au mouvement autonome en France ».
Cette coordination se transforme en 1979 en une « organisation de guérilla » qui commence à revendiquer ses attaques sous le nom d'Action directe, expression empruntée à l'anarcho-syndicalisme du début du XXe siècle, mais avec laquelle la pratique d'Action Directe n'a rien à voir. Rouillan explique que ce nom est choisi au cours d'une réunion à laquelle participent notamment Nathalie Ménigon, Mario Ines Torres, Éric Moreau, Régis Schleicher, Gérard Derbesse et lui-même. Pour eux, il signifie « Mouvement pour l'autonomie du prolétariat ». Selon Rouillan, « comme guérilla communiste, notre but essentiel était (…) d'élever la conscience critique dans le prolétariat occidental afin que, par ses propres forces, il puisse rompre la fausse unité à laquelle l'opportunisme le condamne ». Les attentats sont commis par le groupe au nom de la lutte contre l’impérialisme capitaliste, contre les symboles de la puissance de l’État, le grand patronat et la défense du prolétariat. Pour s'alimenter en armes et explosifs, ils réalisent des vols et braquages.
Selon certaines sources, le groupe Action directe aurait pu être commandité, voire manipulé par un État étranger afin de commettre certains assassinats. C'est la thèse que soutiennent les journalistes Romain Icard et Dominique Lorentz. Le nom de l'Iran, que le contentieux Eurodif opposait à la France, est souvent cité. Cette thèse, considérée comme vraisemblable par Gilles Ménage (ancien directeur de cabinet de François Mitterrand chargé des questions de renseignement, de police et de sécurité), se fonde notamment sur le fait que Georges Besse, assassiné par Action directe, avait été président d'Eurodif. Le juge Alain Marsaud indique d'autre part qu'au moment de leur arrestation, les responsables du groupe (Jean-Marc Rouillan, Nathalie Ménigon, Joëlle Aubron et Georges Cipriani) projetaient d'enlever et de séquestrer le président d'Eurodif. Par ailleurs, l'ingénieur général René-Pierre Audran était responsable des contrats d'armement avec l'Irak, en guerre avec l'Iran depuis 1980. Il supervise en juillet 1984 une négociation avec l'Iran portant sur des ventes d'armes ; or celle-ci est brutalement interrompue par le gouvernement français en septembre. Yves Bonnet, ancien directeur de la Direction de la Surveillance du territoire, se dit convaincu qu'Action directe est commanditée pour certains assassinats ; il se fonde notamment sur la proximité de Mohand Hamami, militant du groupe, avec la Fraction armée révolutionnaire libanaise (FARL).

### Création et première période
La première manifestation « idéologique » violente du groupe date du 1er mai 1979 : il s'agit du mitraillage de la façade du siège du Conseil national du patronat français (CNPF), avenue Pierre-Ier-de-Serbie à Paris. Le commando est composé d'André Olivier, Maxime Frérot, Ménigon et Rouillan. Le 25 mai, un attentat à l'explosif est commis contre une agence immobilière à Sceaux ; il est revendiqué pour la première fois par le groupe Action directe. Cependant, après le mitraillage du CNPF, Rouillan situe la première « offensive » d'Action directe les 15 et 16 septembre, avec trois bombes déposées au ministère du Travail, au ministère de la Santé et à la direction de la SONACOTRA, ainsi qu'un mitraillage du ministère du Travail. Le 16 mars 1980, un attentat vise les locaux réputés secrets de la Direction de la Surveillance du territoire (DST) rue Rembrandt à Paris. Le 18 mars 1980, la façade du ministère de la Coopération, boulevard des Invalides est mitraillée. Le ministre Robert Galley vient de quitter son bureau, qui est atteint par plusieurs balles. Des tracts signés Action directe dénonçant « l'État négrier » sont abandonnés sur place.
À la suite de cet attentat, les différents services de police se mobilisent contre Action directe. Dirigée par le commissaire Jean-Pierre Pochon, la discrète Brigade Opérationnelle Centrale (BOC) des Renseignements généraux (RG) suit attentivement le groupe dont la dérive de plus en plus violente inquiète les autorités. Jean-Marc Rouillan est déjà connu des services de police : il a fait l'objet de plusieurs interpellations pour détention d'armes depuis 1974. Par ailleurs il est identifié avec Éric Moreau comme l'un des « revendeurs » du tableau de Jérôme Bosch L'Escamoteur, qui a été dérobé en décembre 1978 au musée municipal de Saint-Germain-en-Laye. Ce « vol révolutionnaire » avait pour objectif de monnayer le tableau contre une rançon devant permettre d'acquérir des armes. Nathalie Ménigon et Carlos Jaurégui ont également été mis en cause dans cette opération.
Un coup de filet est opéré le 27 mars et vingt-huit suspects identifiés et repérés par la BOC sont interpellés, parmi lesquels à Paris Mireille Munoz, Carlos Jaurégui, Pedro Linarès Montanes, Serge Fassi, Pascal Trillat, Mohand Hamami et Olga Girotto, une militante italienne du groupe terroriste Prima Linea. Des armes, un stock de cartes d'identité françaises et italiennes vierges et 600 kg de dynamite sont saisis. Au total dix-neuf suspects (en incluant quatre ressortissants italiens suspectés d'avoir participé à un vol à main armée commis le 28 août à la trésorerie de Condé-sur-l'Escaut et arrêtés dans le Var) seront déférés à la Cour de sûreté de l'État en avril 1980. Jean-Marc Rouillan, Nathalie Ménigon et André Olivier, considérés comme les chefs d'Action directe, échappent cependant à l'interpellation. Ils ne désarment pas. Le 5 août, un commando de quatre hommes et deux femmes braque la mairie du 14e arrondissement de Paris. Ils s'emparent de fiches d'état-civil, de cachets officiels, de mille cartes grises et de plusieurs centaines de passeports et de cartes d'identité. Dans les mois et les années qui suivront, les policiers retrouveront des documents issus de ce vol en possession des membres d'Action directe qui seront arrêtés. Le 28 août, Ménigon, Rouillan et plusieurs complices commettent un vol à main armée contre une agence bancaire du Crédit Lyonnais, 68, avenue Bosquet à Paris. Une fusillade éclate alors qu'ils sont poursuivis par un car de police-secours.
Les dirigeants d'Action directe ne peuvent être localisés en raison de l'extrême méfiance dont ils font preuve. Sur une idée d'un informateur de la BOC nommé Gabriel Chahine,, le commissaire Pochon et ses hommes se font passer pour des émissaires de Carlos dans le cadre d'une action groupée visant à faire sauter le barrage d'Assouan et voulant rencontrer les membres d'Action directe pour s'associer à eux. Selon la version de Rouillan, il s'agit en fait de porter assistance, à la demande de Chahine, à deux dissidents du FPLP proches de Carlos. Le 13 septembre 1980, Jean-Marc Rouillan et Nathalie Ménigon, pensant les rencontrer, sont pris dans une souricière et arrêtés rue Pergolèse à Paris. Au cours de l'interpellation Nathalie Ménigon tire à plusieurs reprises des coups de feu sur les policiers. Ils avouent onze attentats et mitraillages commis à Paris depuis le 1er mai 1979. Ils sont déférés le 19 septembre devant la Cour de sûreté de l'État. Le même jour, le poste de garde de l'École militaire est mitraillé. Cette action est revendiquée par Action directe. C'est Joelle Aubron — issue de la mouvance autonome et qui a rejoint Action directe en mai-juin 1980 — et deux complices qui l'ont réalisée. Le 29 octobre, Henri Delrieux, un convoyeur de fonds est tué par des membres du groupe — dont André Olivier, Joëlle Crépet et Maxime Frérot — qui viennent de commettre une attaque à main armée dans une succursale de la BNP, à Caluire dans la banlieue de Lyon.

### Suspension des attentats
En décembre, Action directe publie un communiqué indiquant qu'il suspend ses opérations violentes pendant la campagne présidentielle,. Un vol à main armée est cependant commis le 15 avril 1981 à l'agence BNP de la place des Ternes par un commando d'Action directe. Il donne lieu à plusieurs fusillades avec les forces de l'ordre. Un policier est tué.
Après l'élection de Mitterrand en 1981, le nouveau gouvernement joue l'apaisement et fait voter une loi d'amnistie qui remet en liberté Rouillan et dix-sept autres militants (sur 248 détenus libérés). Nathalie Ménigon, accusée de tentatives d'homicide contre agents de la force publique, doit normalement rester incarcérée. Elle entreprend une grève de la faim pour faire pression sur le juge d'instruction Guy Joly. L'action est soutenue par diverses manifestations dont certaines sont violentes et relayée par des soutiens politiques (Alain Krivine, Huguette Bouchardeau, l'amiral Antoine Sanguinetti…) et une partie de la presse de gauche et d'extrême gauche. Le juge la fait libérer pour « raisons médicales » le 17 septembre 1981. Ces libérations, ainsi que celles de membres d'autres groupes terroristes (Groupes anarchistes autonomes, Noyaux armés pour l'autonomie prolétarienne, indépendantistes basques, corses et bretons) suscitent le mécontentement des policiers ayant procédé à leur interpellation[source insuffisante].
Action directe se fixe une ligne tactique consistant, selon Jean-Marc Rouillan, à « mettre à profit notre légalité pour conquérir le maximum de terrain et se renforcer jusqu'à être en mesure de reprendre notre projet révolutionnaire ». À partir de novembre 1981, Action directe participe à l’occupation d'ateliers clandestins dans le Sentier et de plusieurs immeubles à Barbès. Plus d’une centaine de familles immigrées, majoritairement turques, sont relogées dans des squats. Selon le commissaire Marcel Leclerc, l'objectif est de recruter de nouveaux militants parmi les immigrés. À cette occasion, Jean-Marc Rouillan et ses amis établissent des liens avec des mouvements extrémistes turcs qualifiés d'« extrêmement durs ». De nombreux incidents et manifestations ponctuent cette campagne. Le 3 novembre, le brigadier de police Guy Hubert est tué lors d'un hold-up commis par un groupe d'Action directe dans une succursale du Crédit lyonnais, cours Vitton à Lyon.
En décembre 1981, le journaliste Jean-Louis Baudet, qui est en relation avec les responsables d'Action directe, prend contact avec l'Organisation de libération de la Palestine (OLP) lors d'une réunion organisée par Giovanni Senzani, l'un des leaders des Brigades rouges. Divers objectifs et moyens d'action sont étudiés en commun[réf. souhaitée].
Cependant des divergences apparaissent au sein du groupe. Une première tendance, que Rouillan nomme les « liquidateurs », préconise d'abandonner la guérilla et de « revenir à la base ». Il s'agit notamment du courant « mouvementiste-nationaliste » de Michel Camilleri, qui prône la création d'« ateliers autogérés »). Avec Éric Moreau, Meyer (Meïer) Azeroual, Michel Camilleri, Pascal Magron et Charles Grosmangin, ils sont favorables à la lutte au sein des masses et des entreprises. Regroupés dans un « Collectif révolutionnaire du 1er août », ils font paraître un communiqué et dénoncent « les pratiques autoritaires et bureaucratiques d'un des collectifs d'Action directe, visant à entraîner l'ensemble des unités sur une stratégie et une ligne politique volontariste et élitiste (cela malgré de nombreuses discussions internes). » Ils décident « l'éclatement d'Action directe » en expliquant : « Ce qui avant n'était qu'un mot d'ordre tendant à un regroupement révolutionnaire ne nous appartient pas ; nous abandonnons donc le sigle d'Action directe à ceux qui voudraient l'utiliser. Contre le capital, le combat se mène à la base sur tous les fronts de la guerre sociale »[source insuffisante].
La deuxième tendance dite « militariste » soutient l'idée, selon Rouillan, que les choses ne peuvent changer que par les armes. Il s'agit de la « branche lyonnaise » d'André Olivier et ses amis (dont Joëlle Crépet, Bernard Blanc, Max Frérot et Émile Ballandras). Ils se définissent comme « marxistes-léninistes et défendent l'héritage de Mao ». André Olivier, ancien militant de La Cause du peuple, intègre en 1975, la « mouvance autonome où se côtoient ex-maos et anars ». Son groupe affiche un antisionisme qui se transforme rapidement en antisémitisme. Il se renomme l'Affiche rouge et revendique sous ce nom de décembre 1981 à juillet 1982 trois hold-up et deux attentats à connotation antisémite,, avant d'utiliser à nouveau le sigle Action directe. Les divergences qui apparaissent entre les deux groupes donnent lieu à une rupture définitive pendant l'hiver 1981-1982. Christophe Bourseiller analyse leurs divergences comme une opposition entre foquistes libertaires de Paris et maoïstes de Lyon.
Jean-Marc Rouillan, Nathalie Menigon et leurs amis sont partisans d'une internationalisation de la lutte armée et de l'intégration d'Action directe dans un front commun de lutte terroriste avec les Brigades rouges italiennes, la RAF allemande et des groupes belges et palestiniens. Ils s'allieront à la Fraction armée rouge dans le cadre de la stratégie d'« unité des révolutionnaires en Europe de l'Ouest » à partir de 1985. Les Textes de prison 1992-1997 d'Action directe évoquent une « rupture définitive » avec la « branche lyonnaise ». Rouillan affirme que tous les « groupes actifs » rompent les relations avec la branche lyonnaise et qu'elle se cantonne dorénavant à une « autarcie plus ou moins chaotique dans la région lyonnaise ». La rupture avec les courants « mouvementistes » sera parachevée début août 1982 : ceux-ci opposent un refus définitif à la poursuite des attentats.
En mars 1982 Jean-Marc Rouillan et ses amis rendent public un manifeste intitulé Pour un projet communiste. Selon Christophe Bourseiller, ce texte se réclame clairement d'une « idéologie communiste libertaire » « antiautoritaire, antiléniniste, et antistalinienne ». Le juge Bruguière qualifie la doctrine élaborée par Rouillan de « compromis entre le marxisme-léninisme et les thèses libertaires ». Elle serait largement inspirée des thèses des Brigades Rouges. Il considère qu'Action directe « n'a guère de base idéologique » : dans un premier temps, le groupe revendique ses débuts anarchistes, puis tente de trouver des justifications théoriques à ses actions. Jean-François Gayraud est encore plus sévère : pour lui « la faiblesse quantitative (des textes publiés par Action directe) le dispute à l'indigence intellectuelle. Au mieux il s'agit d'une pâle adaptation des thèses léninistes, et au pire, dans d'autres occasions, Action directe se contentera, comme le fera remarquer charitablement Frédéric Oriach, de traduire dictionnaire en main les productions des Brigades Rouges et de la Fraction Armée Rouge ». Les journalistes Bertrand Le Gendre et Edwy Plenel font état de nombreux témoignages allant dans le même sens : « il n'y avait, le plus souvent, aucun lien entre la théorie politique et leur pratique. La première servait seulement de couverture, de justification idéologique. D'emblée, l'aventure individuelle, sur fond le plus souvent d'origine sociale petite-bourgeoise, l'emporte sur la cohérence intellectuelle ».

### Reprise des «actions politico-militaires»
Action directe poursuit la lutte contre « l'impérialisme américain » et le sionisme. Les 24 et 25 décembre, sept attentats sont commis contre des magasins de luxe, le 19 février le local des organisations turques à Paris est visé. Le 13 mars 1982, l'informateur Gabriel Chahine, dont le travail d'intoxication a permis l'arrestation de Jean-Marc Rouillan et Nathalie Ménigon, est assassiné à son domicile. Cet assassinat n'est pas revendiqué ; cependant, dans les Textes de prison 1992-1997, des responsables d'Action directe mentionnent que c'est un commando de l'organisation qui a effectué « l'exécution ». Selon l'ancien policier Patrice Lastère, c'est Régis Schleicher, déguisé en postier, qui a abattu Chahine.
Le 30 mars 1982, l'antenne du ministère de la défense israélien à Paris est mitraillée par un groupe de militants turcs et de membres d'Action directe. Cette action est revendiquée depuis Beyrouth par la Fraction armée révolutionnaire libanaise (Farl). Le 8 avril, Joëlle Aubron et Mohand Hamami sont arrêtés. Joëlle Aubron était la locataire d'un box situé rue du Borrégo dans lequel ont été découverts un stock d'armes, des documents d'identité et des chéquiers volés. L'une des armes trouvées dans la cache a été utilisée pour le mitraillage. Joëlle Aubron est identifiée comme ayant participé à deux braquages le 15 avril 1981 rue La Boétie et place des Ternes, au cours desquels un gardien de la paix a été abattu. Elle est condamnée à quatre ans de prison dont dix-huit mois avec sursis pour détention d'armes. Hamami est relaxé. Elle épousera l'année suivante, en détention, Régis Schleicher.
Le 17 septembre, Michel Camillieri, Charles Grosmangin, Pascal Magron et Olivier Chabaud sont arrêtés en possession d'armes et d'explosifs. Ils expliquent aux policiers qu'ils ont abandonné la lutte armée et qu'il s'agissait pour eux de mettre ce matériel à l'abri. Un incident comparable a lieu le 20 novembre : la police découvre une cantine et une glacière remplies d'armes, de munitions et d'explosifs non loin d'une ferme de Saint-Sardos (Lot-et-Garonne) occupée par des proches de Serge Fassi, lequel est arrêté. Le 15 juin 1983 la 10e chambre du Tribunal correctionnel de Paris condamne Camillieri et Grosmangin à 5 ans de prison dont 18 mois avec sursis. Pascal Magron est condamné à quatre ans de réclusion, Olivier Chabaud à 8 mois avec sursis. Éric Moreau est condamné par défaut à 4 ans de prison.

### Entrée dans la clandestinité
À la fin du mois de mai et début juin 1982, une série d'attentats précède le sommet du G7 à Versailles et la venue en France de Ronald Reagan : attentat contre la Bank of America, l'école américaine de Saint-Cloud, le siège européen du FMI et de la Banque mondiale, etc.
Début août, à la suite de l'entrée au Liban des troupes israéliennes et aux interventions françaises et américaines, Action directe commet plusieurs attentats contre des sociétés américaines et israéliennes : mitraillage de la voiture du chef de la sécurité de l'ambassade d'Israël, bombes contre la Discount Bank, filiale de l'Européenne des banques (ex-groupe Rothschild) et la société Nemor. Le 9 août 1982, une fusillade meurtrière a lieu au restaurant Goldenberg, rue des Rosiers à Paris. On dénombre six morts et vingt-deux blessés. Le 11 août, une bombe explose rue de La Baume à Paris, visant une société israélienne et blessant grièvement une passante ; une revendication au nom d'Action directe figure sur le mur d'un immeuble voisin. L'enquête montrera que l'attentat a été commis par la « branche lyonnaise ». Le 17 août, Jean-Marc Rouillan dément toute participation à la tuerie de la rue des Rosiers mais revendique le mitraillage du véhicule de l'ambassade d'Israël et les bombes contre la Discount Bank et Nemor. Devant le scandale, François Mitterrand annonce le soir même, parmi plusieurs mesures antiterroristes, la dissolution du groupe Action directe. Le 21 août 1982, avenue de La Bourdonnais, une bombe se détache du véhicule du conseiller commercial de l'ambassade des États-Unis. Elle explose peu après, tuant deux démineurs de la Préfecture de police. L'après-midi même, l'attentat est dans un premier temps revendiqué par Action directe, puis par la Fraction armée révolutionnaire libanaise (FARL).
Parallèlement, Action directe développe la coopération avec les Allemands de la RAF et les Italiens des Brigades rouges et commet une série importante de vols à main armée avec des terroristes étrangers. Les cibles se trouvent le plus souvent dans le 17e arrondissement et dans le triangle Madeleine - Opéra - rue Lafayette. Selon Rouillan, l'espionnage des services de police par l'écoute des scanners et la surveillance des policiers prennent une place importante dans l'activité du groupe. Les membres actifs se replient régulièrement en Belgique et jouent un rôle non négligeable au sein des Cellules communistes combattantes (CCC). Le 31 mai 1983, au cours d'une fusillade dans l'avenue Trudaine à Paris deux policiers sont tués et un troisième blessé. Le 30 juillet 1983 Action directe dévalise la bijouterie Aldebert, place de la Madeleine. Le 13 octobre, le groupe commet un braquage à la Société générale place des Ternes. Le 14 octobre, une fusillade a lieu lors d'un autre braquage à la Société générale avenue de Villiers. Deux policiers sont blessés et l'un des malfaiteurs est abattu : il s'agit de Ciro Rizzato, membre du groupe italien Prima Linea. Régis Schleicher est identifié parmi les braqueurs.

### Radicalisation
L'année 1984 marque un tournant pour le groupe. Le 27 mars, le général de gendarmerie Guy Delfosse est tué par Maxime Frérot au cours d'un hold-up dans une succursale de la BNP, rue Victor-Hugo à Lyon. Il est atteint de plusieurs coups de revolver et achevé d'une balle dans la tête. Le 12 mai, au cours d'un vol d'armes dans une caserne de l'armée belge à Vielsalm, le sous-officier Carl Fresches est abattu. Selon Rouillan, c'est une équipe d'Action directe accompagnée de Belges des CCC qui a commis le cambriolage et le meurtre.
En juillet, trois attentats sont commis contre des bâtiments du ministère de l'Industrie, du ministère de la Défense et l'Institut atlantique des affaires internationales. Le 2 août, le groupe commet pour la première fois un attentat « aveugle ». Cinq kilos d'explosif déposés dans le hall de l'Agence spatiale européenne font six blessés.
Le 23 août, une Renault 20 dans laquelle se trouvent 23 kilos d'explosifs est placée devant le bâtiment de l'Union de l'Europe occidentale, avenue du Président-Wilson. Des appels téléphoniques passés par une voix féminine (qui sera identifiée comme celle de Nathalie Ménigon) alertent cependant les forces de l'ordre à propos du véhicule, qui est mis en fourrière. L'engin explosif sera désamorcé quelques jours plus tard. En octobre, Action directe publie un communiqué pour revendiquer la fusillade de l'avenue Trudaine, tout en laissant entendre qu'il s'agit d'une « bavure ». Deux attentats visent, dans la nuit du samedi 20 au dimanche 21 octobre, les locaux des sociétés Messier-Hispano-Bugatti, à Montrouge, et Marcel Dassault, à Saint-Cloud.
En janvier 1985, un communiqué rédigé en français et en allemand fait part de la fusion d'Action directe avec les derniers éléments de la Fraction armée rouge. Le 25 janvier, l'ingénieur général René Audran est assassiné devant son domicile à La Celle-Saint-Cloud. Une semaine plus tard, Ernest Zimmermann, président des industries aérospatiales de la République fédérale d’Allemagne (RFA) est assassiné à Munich.
Le 26 juin, le véhicule dans lequel se trouvent l'ingénieur général Henri Blandin et son fils de douze ans essuie plusieurs coups de feu, porte des Ternes. Le sang-froid de son chauffeur permet d'éviter qu'il y ait des victimes. Action directe revendique l'attentat la semaine suivante.
Les cibles sont choisies comme des symboles de l'ordre et de l'oppression qu'Action directe entend combattre : policiers, grands patrons, responsables de l'armement… D'autres tentatives d'assassinat visent notamment Guy Brana, vice-président du Conseil national du patronat français (CNPF), Alain Peyrefitte (mais le chauffeur de sa voiture sera tué) et le juge Jean-Louis Bruguière.
En avril 1985, Action directe s'en prend au siège de la banque Leumi-Israël, boulevard des Italiens, aux bureaux de l'Office national d'immigration, rue de la Procession, et au siège de l'hebdomadaire Minute, avenue Marceau. Rouillan revendique également un nouvel attentat à la bombe contre le siège de la FMI et de la Banque mondiale, ainsi que deux attentats contre les entreprises de défense SAT et TRT. Le 7 août 1985, un « commando » RAF - Action directe provoque un attentat à la voiture piégée sur la base américaine Rhein-Main à Francfort, qui cause la mort de deux Américains – un soldat et la femme d'un militaire – et fait une vingtaine de blessés. Un sous-officier américain a été préalablement enlevé et assassiné dans le but de récupérer son uniforme, qui est utilisé par le conducteur de la voiture.
Le 9 juillet 1986, Maxime Frérot s'introduit dans les locaux de la Police judiciaire quai de Gesvres à Paris. Il y dépose une charge d'explosifs, dont l'explosion cause la mort du chef inspecteur divisionnaire Marcel Basdevant et fait 22 blessés, dont trois grièvement atteints. Deux autres attentats à l'explosif commis le 5 juillet sont revendiqués par le même canal, qui s'avère être celui de la branche lyonnaise.

### Arrestations
Emile Ballandras est arrêté le 10 octobre 1984. Le 28 mars 1986, André Olivier, Joëlle Crépet et Bernard Blanc sont arrêtés. Maxime Frérot est arrêté le 27 novembre 1987. En tout, 18 membres de l'Affiche rouge seront arrêtés.
Régis Schleicher, animateur d'une branche d'Action directe spécialisée dans les braquages, est arrêté en mars 1984 au Pontet (Vaucluse) avec Claude et Nicolas Halfen, par la Brigade de recherches et d'intervention et la PJ de Montpellier. En compagnie de Mohand Hamami, de Franco Fiorina et de Gloria Argano (deux Italiens membres des Communistes organisés pour la libération du prolétariat), ils ont été identifiés par le juge Bruguière comme les auteurs de la fusillade de l'avenue Trudaine. Cette arrestation intervient à l'issue d'une longue filature d'Hellyette Bess, gérante de la librairie anarchiste Le Jargon libre (XIIIe arrdt). Surnommée « la Vecchietta » (« la Vieille »), cette militante est très engagée dans les mouvements anarchistes. Jusqu'à son arrestation, elle a géré avec efficacité l'intendance du groupe et veillé à sa ligne idéologique. Une partie des fonds qu'elle gère proviendraient du braquage de Condé-sur-l'Escaut.
Charles Pasqua est nommé ministre de l'Intérieur le 20 mars 1986 dans le gouvernement de cohabitation dirigé par Jacques Chirac. Dès son arrivée Place Beauvau, il fait d'Action directe une cible prioritaire. Il souhaite incidemment symboliser la rupture avec l'ancienne majorité socialiste, volontiers qualifiée de laxiste par ses adversaires en matière de sécurité. Parallèlement, la justice se réorganise avec la création, le 15 octobre 1986, du service central de lutte antiterroriste qui compte trois juges d'instruction spécialisés (Gilles Boulouque, Jean-Louis Bruguière et Gilbert Thiel) sous l'autorité d'Alain Marsaud. Dans le même temps, une vague d'attentats islamistes fait de nombreuses victimes à Paris et, le 17 novembre, Georges Besse, PDG de Renault, est assassiné devant son domicile boulevard Edgar-Quinet par Nathalie Ménigon et Joëlle Aubron. Le 15 décembre, c'est Alain Peyrefitte, ancien ministre de la Justice, qui est visé par un attentat à la bombe dans lequel son chauffeur est tué.
Philippe Massoni, directeur central des renseignements généraux est chargé de la « traque » d'Action directe. Des dizaines d'inspecteurs placés sous les ordres du sous-directeur chargé de l'antiterrorisme, Claude Bardon, sont affectées à cet objectif. Des centaines de milliers de francs sont mis à la disposition des enquêteurs, pour leurs déplacements ou pour acheter d'éventuels renseignements. Des dizaines de sympathisants potentiels ou imaginaires d'Action directe, connaissances, anciens militants, anciens amis ou même anciens voisins sont interrogés. Les photos de Rouillan, Ménigon, Aubron et Cipriani sont affichées dans tous les commissariats et une prime d'un million de francs est offerte pour tout renseignement permettant de les localiser.
Le 21 février 1987, les principaux membres d'Action directe, Jean-Marc Rouillan, Nathalie Ménigon, Joëlle Aubron, et Georges Cipriani sont arrêtés à 20 h 55 par le RAID dans une ferme au gué Girault, lieu-dit de la commune de Vitry-aux-Loges, dans le Loiret. C'est un renseignement parvenu à un inspecteur de la DST (lequel le transmettra aux Renseignements généraux) qui révèlera qu'ils se cachent dans cette ferme. Jean-Marc Rouillan et Nathalie Ménigon donnaient à leurs voisins fermiers l'image d'un couple paisible, se faisant passer pour des chercheurs « écolos » belges. La police saisit dans la longère huit armes, trente kilos d’explosifs, de nombreux documents et une cache destinée à garder une prochaine cible enlevée dans le but de l'échanger contre la libération de Régis Schleicher.

#### Planques
D'autres points de chute du groupe sont identifiés à Chambray-lès-Tours et Villeloin-Coulangé. Ayant récupéré un billet de train Orléans - Saint-Pierre-des-Corps dans les poches de Georges Cipriani lors de son arrestation, les gendarmes opèrent des contrôles dans les agences immobilières, puis auprès de nombreux propriétaires auxquels les loyers n'avaient pas été payés depuis février. Ils entrent ainsi en contact avec les époux Robin, qui percevaient leur loyer en argent liquide à Villeloin-Coulangé, et avec M. Denis Rancher, de Sepmes (Indre-et-Loire), qui louait un studio au huitième étage d'un immeuble avec vue plongeante sur l'autoroute à Chambray-lès-Tours.
Les enquêteurs de la 6e division de la direction centrale de la PJ et les gendarmes d'Indre-et-Loire trouvent dans le studio l'attaché-case de Joëlle Aubron, contenant ses vrais papiers, carte d'identité et permis de conduire, deux cantines métalliques contenant 12 kilos d'explosifs du même type que ceux trouvés dans la ferme de Vitry-aux-Loges, un fusil semi-automatique, des munitions, des faux papiers et des carnets d'adresses. Une Super-Cinq volée au cours de l'été 1985 à la société de location Hertz d'Amiens et portant une fausse immatriculation se trouve dans le garage.
Dans la ferme de Villeloin-Coulangé, la police trouve de l'argent, des armes, des documents relatifs à l'assassinat de Georges Besse, des listes de personnalités à enlever. Au premier étage, un local a été aménagé pour recueillir un otage en échange de la libération de Régis Schleicher. Un hasard sans doute : la résidence secondaire de Georges Besse est située à une trentaine de kilomètres de là, à Betz-le-Château.

### Suites judiciaires
Les attentats et assassinats commis par Action directe donnent lieu à plusieurs procédures judiciaires et autant de procès.
Jean-Marc Rouillan, Nathalie Ménigon, Joëlle Aubron et Georges Cipriani sont condamnés en 1989 à la réclusion criminelle à perpétuité, assortie d'une peine incompressible de dix-huit ans, pour l'assassinat de Georges Besse. Le 19 mai 1994, ils sont condamnés à la même peine pour l'assassinat de René Audran, les tentatives d'assassinat contre Guy Brana, vice-président du CNPF et Henri Blandin, contrôleur général des armées, ainsi que les attentats contre les locaux d'Interpol et contre ceux de l'Union de l'Europe Occidentale.
Nathalie Ménigon a préalablement (en février 1988) été condamnée à douze ans de réclusion criminelle pour les tentatives d'homicide contre les policiers dans le cadre de la fusillade de la rue Pergolèse.
Le procès de Régis Schleicher et des frères Halfen pour la tuerie de l'avenue Trudaine s'ouvre le 3 décembre 1986. Dès le début de l'audience Schleicher menace les juges et les jurés en leur promettant les « rigueurs de la justice prolétarienne » et refuse par la suite de comparaître. La défection de cinq jurés entraîne le renvoi du procès. En juin 1987, sept juges professionnels condamnent Schleicher à la réclusion criminelle à perpétuité. Nicolas Halfen écope de dix ans de prison pour « association de malfaiteurs » et Claude Halfen est acquitté faute de charges suffisantes. Frédérique Germain, « Blond-Blond », une proche de Claude Halfen et qui avait été arrêtée le 31 mai 1983 lors d'un braquage et inculpée d'association de malfaiteurs, est le témoin central de ce procès.
Le premier procès de la « mouvance » Action directe a lieu en janvier 1988. Vingt-quatre prévenus (dont deux détenus en Italie et un en fuite) sont jugés en correctionnelle pour association de malfaiteurs. Les peines prononcées sont les suivantes : dix ans de prison (la peine maximum) pour le « noyau dur » (Régis Schleicher, Jean-Marc Rouillan, Georges Cipriani, Vicenzo Spano, Joelle Aubron, Nathalie Ménigon, Mohand Hamami (en fuite) et Claude Halfen) ; huit ans d'emprisonnement pour Hellyette Bess (qui louait des planques, recherchait des appuis, transportait armes, faux papiers et numéraire) ; sept ans pour Salvatore Nicosia, Bruno Baudrillart (considérés comme des trésoriers de l'organisation) et Jean Asselmeyer (« soutien logistique »); cinq ans pour Dominique Poirre et Annelyse Benoit, compagnes respectives de Asselmeyer et Baudrillart (« aides médiatiques » du mouvement) ; six ans pour Nicolas Halfen ; dix-huit mois avec sursis pour l'animatrice et productrice de France Inter Paula Jacques et l'écrivain Dan Franck (pour l'aide qu'ils apportèrent à Claude Halfen notamment); Frédérique Germain est dispensée de peine. Deux autres prévenues sont relaxés. Lors du procès en appel, ces peines sont confirmées pour Schleicher, Rouillan, Cipriani, Spano, Aubron, Claude et Nicolas Halfen ; les peines d'Hellyette Bess et Jean Asselmeyer sont réduites à six ans d'emprisonnement; Nicosia est relaxé du délit d'association de malfaiteurs et condamné à quatre ans de prison pour recel de documents administratifs et d'explosifs ; Annelyse Benoît et Bruno Baudrillart sont également relaxés du même délit (mais condamnés, dans une procédure distincte, à la peine de trente mois d'emprisonnement dont quinze avec sursis pour recel, recel de documents administratifs et usage, falsifications de documents et usage).
En tout 22 membres d'Action directe ou de la « mouvance » sur 25 connus des services de police auront été arrêtés. Manquent notamment à l'appel Mohand Hamami et Éric Moreau dont on a perdu la trace.
Pour la branche lyonnaise, André Olivier, Max Frérot et Émile Ballandras sont condamnés à la réclusion criminelle à perpétuité le 29 juin 1989 par la cour d'assises du Rhône pour trente-quatre attaques à main armée ponctuées par trois homicides volontaires (le convoyeur de fonds Henri Delrieux, le brigadier de police Guy Hubert et le général de gendarmerie Guy Delfosse), commises en six ans à Lyon et à Saint-Étienne. Bernard Blanc est condamné à vingt ans d'emprisonnement et Joëlle Crépet à dix-huit ans. La cour établit une distinction entre ces cinq « irréductibles » et le deuxième cercle des accusés. Jean-Charles Laporal est condamné à sept années de réclusion; douze autres accusés se voient infliger des peines de prison, souvent assorties d'un sursis partiel ou total : cinq ans pour Daniel Reynaud, cinq ans dont un avec sursis pour Gilbert Vecchi, cinq ans dont deux avec sursis pour Jean-Pierre Succab, Alain Eket, Renaud Laigle et Christian Dubray, trois ans dont six mois avec sursis pour Chantal Clairet et François Polak, deux ans pour Josette Augay, trois ans avec sursis pour Henri Cachau Hereillat, deux ans avec sursis pour Nicole Faure et dix mois avec sursis pour Pascal Fort.
Le 14 octobre 1992, la cour d'assises spéciale de Paris condamne Max Frérot à la réclusion criminelle à perpétuité assortie d'une période de sûreté de dix-huit ans, et son complice, Gilbert Vecchi, à dix ans de la même peine. Les deux hommes comparaissent pour l'attentat contre la police judiciaire. Frérot est également jugé pour une tentative d'assassinat et une tentative de meurtre.
Jugés une nouvelle fois en juin 1995 pour trente-trois attentats commis entre 1982 et 1986, Max Frérot, André Olivier, Bernard Blanc et Émile Ballandras sont condamnés par la cour d'assises spéciale de Paris, composée uniquement de magistrats à 30 ans de réclusion criminelle. Joëlle Crépet, l'amie d'André Olivier, est condamnée à six ans d'emprisonnement. Renaud Laigle est puni de trois ans de prison. Quant à François Polak, la cour lui a infligé deux ans de prison.
Mohand Hamami est condamné par contumace à la réclusion criminelle à perpétuité le 7 juin 1990 par la cour d'assises de Paris. Il est déclaré coupable de l'assassinat des gardiens de la paix Claude Caiola et Émile Gondry et de tentative d'assassinat de plusieurs passants, commis le 31 mai 1983 lors de la fusillade de l'avenue Trudaine. Selon les informations parvenues au juge Bruguière, il aurait été arrêté en Algérie puis se serait enfui en Libye. Les services secrets du colonel Kadhafi l'auraient ensuite infiltré dans des mouvements palestiniens au Liban. Il est mort en novembre 2022 en Algérie à l'âge de 67 ans.

### Les ambiguïtés du pouvoir à l'égard d'Action directe

#### La doctrine Joinet
Peu après l'élection de François Mitterrand, une « cellule de dissuasion » informelle est mise en place à l'Élysée autour de François de Grossouvre. Elle est chargée de prendre contact avec les terroristes étrangers répertoriés en France (ETA, RAF, Brigades rouges) pour les convaincre de cesser toute activité sur le territoire. En contrepartie le gouvernement promet de refuser toute demande d'extradition. Cette démarche est étendue aux membres de groupes terroristes français récemment amnistiés, dont les militants d'Action directe, que l'on tente de persuader de renoncer définitivement à l'action violente. La politique de répression policière doit désormais céder le pas à « l'antiterrorisme préventif » : le Parti socialiste (PS) est au pouvoir depuis le 10 mai 1981 et le gouvernement se doit de donner des signaux différents, même à ceux qui ont choisi la violence pour accélérer le changement.
Gilles Kaehlin, inspecteur des Renseignements généraux (RG) qui a fait partie de la brigade du commissaire Pochon, est chargé de négocier individuellement avec chaque membre du groupe, pour qu'ils renoncent à la violence ou qu'ils quittent la France. Yves Bertrand, qui fut Directeur central des Renseignements généraux, explique que Kaehlin leur versait des sommes prélevées sur les « fonds secrets » pour les aider à refaire leur vie à l'étranger. Dans leurs ouvrages consacrés à la traque d'Action directe, les anciens policiers Jean-Pierre Pochon et Serge Savoie laissent entendre que c'est au cours de leurs entretiens avec la « cellule » que le nom de l'informateur Gabriel Chahine, à l'origine de l'arrestation de Rouillan et Ménigon, a été communiqué, directement aux membres d'Action directe ou ultérieurement via un collaborateur de l'Élysée,.
L'inspirateur de « l'antiterrorisme préventif » est Louis Joinet, magistrat membre du cabinet de Premier ministre Pierre Mauroy. Sa volonté de dialogue avec les terroristes ne relève pas exclusivement de considérations idéologiques. Il cherche également à dissocier les « durs », irréductibles, des « mous », qui peuvent être réinsérés dans la société. Joinet cherche à diviser ces deux camps afin de restreindre les moyens des « durs ».
Parallèlement à l'amnistie, la Cour de sûreté de l'État a été dissoute et les services de police sont incités à réorienter leur action vers les groupes d'extrême droite.

#### Les provocations de Rouillan
Une fois libres, les membres d'Action directe font de nombreuses déclarations publiques, se plaignant des filatures policières et mettant en cause nommément les Renseignements généraux et le commissaire Pochon. Ayant le sentiment de ne pas être soutenu par la hiérarchie, celui-ci accepte en août 1982 une affectation aux Antilles. Jean-Marc Rouillan justifie les braquages, qualifiés d'« opérations de financement » ou de « réappropriation ». Il fait clairement état de l'objectif d'Action directe de « destruction de la société capitaliste » et de son intention de « maintenir une politique révolutionnaire ». Diverses actions sont menées pour obtenir la libération des détenus qui n'ont pas été libérés par l'amnistie et qui ont entamé une grève de la faim (Nathalie Ménigon, cinq personnes inculpées pour le braquage de Condé-sur-l'Escaut en 1979 et trois militants des NAPAP : Frédéric Oriach, Michel Lapeyre et Jean-Paul Gérard). Une manifestation est organisée devant l'Élysée, des épiceries fines et des restaurants sont saccagés à Paris et en province, les locaux du Quotidien de Paris et de l'AFP sont occupés, le journal de FR3 est perturbé. En août, la police retrouve une voiture équipée d'un radio-téléphone qui a été utilisée lors d'une de ces opérations. Elle s'avère être un véhicule de fonction du député socialiste du XVIIIe arrondissement Lionel Jospin. La voiture a été déclarée volée en juillet. Cependant selon certaines sources policières, elle aurait été prêtée aux membres d'Action directe par le député. Les neuf détenus sont progressivement libérés en septembre et en octobre.
Avec le soutien de personnalités de gauche et d'extrême gauche, Action directe lance une maison d'édition (la Docom) et les magazines Rebelles et Sans frontière. Des traductions de publications de l'IRA, de l'ETA, des Brigades rouges et de l'OLP sont publiées, ainsi que les premiers textes théoriques : Pour un projet communiste et Sur l'impérialisme. Les membres d'Action directe mènent des actions de recrutement auprès des immigrés turcs dans les squatts du XVIIIe arrondissement. Le 7 décembre 1981 Rouillan est interpellé dans un squatt, 3, villa Poissonnière en compagnie d'Éric Waucquier, Jean Van Niewhuyze et Lahouari Benchellal. Au commissariat de la rue Doudeauville Rouillan demande à téléphoner à l'assistant parlementaire de Lionel Jospin, qui se déplace pour s'entretenir avec lui. Rouillan et ses camarades sont libérés l'après-midi même. Le 19 janvier 1982 la police procède à des interpellations dans les squatts des 10, 12 et 14, rue de la Charbonnière où Action directe avait déployé son sigle sur l'une des façades. Rouillan est interpellé en compagnie de Ménigon et Waucquier. Ils sont rapidement libérés.
En août 1982, le gouvernement décide la dissolution d'Action directe après la fusillade de la rue des Rosiers et la revendication par Jean-Marc Rouillan d'un certain nombre d'attentats anti-américains et anti-israéliens. Des avis de recherche sont lancés par le juge Bruguière. Les « durs » d'Action directe plongent dans la clandestinité.

#### Les initiatives de Paul Barril
Cependant dès le 22 janvier 1983, le capitaine de gendarmerie Paul Barril, membre de la « cellule élyséenne » créée l'année précédente auprès du président Mitterrand pour contribuer à la lutte contre le terrorisme, adresse une lettre à Rouillan. Rédigé sur papier à en-tête du palais de l'Élysée et transmise par l'intermédiaire de l'avocat de Rouillan, ce courrier lui propose une rencontre afin de « mettre au point un dialogue permettant la régularisation de votre situation ». Barril précise : « Je suis habilité par la présidence pour traiter directement avec vous. » Cette lettre est en fait la dernière tentative de Barril, après quatre mois de pseudo-négociations avec l'avocat de Rouillan, pour obtenir la reddition de ce dernier. Paul Barril écrira plus tard que cette initiative avait eu l'aval formel de Christian Prouteau, responsable de la « cellule ». Selon les journalistes Alain Hamon et Jean-Charles Marchand, il est vraisemblable que le gendarme a été « mené en bateau » par Rouillan. En octobre 1983, la publication de ce courrier par la presse (notamment Le Canard Enchaîné) provoquera l'embarras de l'Élysée.

#### Accusations des autorités italiennes
De nombreux membres de groupes armés italiens avaient trouvé refuge en France à la fin des années 1970. Ils étaient déjà une centaine lors de l'arrivée au pouvoir de François Mitterrand. Ils continuent à affluer au cours des années suivantes, jusqu'à atteindre 300 « réfugiés » en 1984. Les pouvoirs politiques et judiciaires français les considèrent avec une relative bienveillance. Cependant à partir de 1982, les autorités italiennes multiplient les mandats d'arrêt internationaux. La justice française les classe généralement sans suite. Dans les rares cas où la chambre d'accusation émet un avis favorable à l'extradition, le gouvernement ne la fait pas exécuter. En août 1984, dans un entretien avec le Corriere della Sera, le ministre de l'Intérieur italien Oscar Luigi Scalfaro exprime son indignation face à cette situation, expliquant notamment : « Quand je pense qu'il y a 300 terroristes en France, traités comme s'ils étaient les frères Rosselli persécutés par le fascisme, je deviens violacé de rage ! »
Gilles Ménage admet que le pouvoir socialiste a « tardé à bien mesurer combien la colonie de réfugiés italiens constituait un milieu propice au développement des activités clandestines ». De fait, Olga Girotto (Prima Linea), Franco Pinna, Enrico Bianco, Oriana Marchioni, Elisabetta Grasso, Vincenzo Spano (Brigades rouges), Franco Fiorina, Gloria Argano (COLP) ont participé à des braquages de banque en France aux côtés de membres d'Action directe à partir de 1980. Ils ont été arrêtés, puis remis en liberté. Cirro Rizzato (Prima Linea) a été abattu lors d'un braquage auquel il participait avec Régis Schleicher.
En janvier 1985, le ministre italien de la Défense, Giovanni Spadolini, accuse la France « d'abriter une multinationale du terrorisme, capable de frapper dans toute l'Europe ». Le juge antiterroriste Armando Spataro déclare : « Je soutiens que la France ne respecte pas les conventions internationales en matière d'extradition. Je citerai un exemple : celui d'Oreste Scalzone. La chambre d'accusation a exprimé un avis favorable à l'extradition, et c'est le pouvoir politique qui a dit non ». Il cite également en exemple le cas du journaliste Jean-Louis Baudet, proche d'Action directe, que les juges italiens considèrent comme l'élément de liaison entre les terrorismes allemands, italiens et français. Celui-ci et sa compagne Catherine Legagneur, qui se déclare sympathisante des Brigades rouges et de l'OLP, ont été arrêtés le 17 novembre 1983 pour possession d'armes, d'explosifs et de documents administratifs vierges ou falsifiés.
Pour sa défense, Baudet explique qu'il a été chargé, peu après l'arrivée des socialistes au pouvoir, de récupérer les armes des terroristes et de les convaincre d'abandonner la lutte armée. Il déclare travailler en liaison avec des personnes proches de l'Élysée, dont l'inspecteur Gilles Kaehlin. Jean-Louis Baudet a été condamné le 4 juillet 1984 à quatre ans de prison pour infraction à la législation sur les armes et les munitions. Catherine Legagneur a été condamnée pour ces mêmes faits à deux ans de prison avec sursis. Le juge Spataro questionne : « Nous voudrions connaître des autorités françaises la conclusion de leur enquête sur les mandataires de Baudet et les objectifs qu'ils poursuivaient. Pourquoi la France maintient-elle une telle attitude, alors que les terroristes italiens sont impliqués dans des affaires très graves, par exemple l'assassinat de deux gendarmes avenue Trudaine à Paris en mai 1983 ? ».
Début 1985, sur 53 « cas sérieux » de demandes d'extradition transmises par la justice italienne et examinés par la Chancellerie, 39 avaient été classés sans suite, 1 avait fait l'objet d'un avis défavorable de la chambre d'accusation et 5 d'un avis favorable, sans que le gouvernement ait accepté leur extradition. Huit étaient toujours pendants.
Le 22 février 1985, lors d'une conférence de presse commune avec le président du Conseil italien Bettino Craxi, François Mitterrand définit la « doctrine Mitterrand » concernant les « réfugiés » italiens : « Le cas particulier qui nous est posé et qui alimente les conversations, est celui d’un certain nombre d’Italiens venus, pour la plupart, depuis longtemps en France. Ils sont de l’ordre de 300 environ - plus d’une centaine était déjà là avant 1981 - qui ont d’une façon évidente rompu avec le terrorisme. Même s’ils se sont rendus coupables auparavant, ce qui dans de nombreux cas est probable, ils ont été reçus en France, ils n’ont pas été extradés, ils se sont imbriqués dans la société française (…). Ils posent un problème particulier sur lequel j’ai déjà dit qu’en dehors de l’évidence - qui n’a pas été apportée - d’une participation directe à des crimes de sang, ils ne seront pas extradés. » En application de ces principes, il fallut attendre 2002 pour que la France extrade un ancien membre des Brigades rouges.

#### Les justifications de François Mitterrand
En octobre 1985, une rencontre a lieu en Belgique entre Jean-Marc Rouillan et le conseiller politique d'un ministre du gouvernement Fabius. Selon Jean-Pierre Pierre-Bloch et André Santini, cette rencontre a pour objet de « proposer une trêve » et un « billet de retour en France » aux membres d'Action directe en fuite. Les deux élus UDF accusent les socialistes de « favoriser le terrorisme tout en déclarant vouloir le combattre ».
Le 23 février 1987, peu après l'arrestation des quatre dirigeants d'Action directe, le président Mitterrand est questionné sur l'amnistie dont ils ont bénéficié en 1981. Il rappelle que, sur les quatre, seul Jean-Marc Rouillan a bénéficié de l'amnistie. Il s'emploie également à en minimiser les effets, assurant : « si Rouillan n'avait pas été amnistié, il tombait sous le coup de la loi : il était coupable de délit, il n'était pas coupable de crime. Il eut été frappé d'une peine que je ne peux imaginer puisqu'il n'avait pas été jugé, qui n'aurait pas dépassé quelques mois, en raison de la relation qu'il y a entre la faute que l'on commet et la peine qu'on a subie. Cela, c'est notre Code pénal. Il serait donc de toute façon libéré depuis 1981 ou début 1982, dans l'hypothèse où il serait passé en jugement et où il aurait été condamné ». Cette affirmation est douteuse dans la mesure où, en 1981, Rouillan était suspecté de détention d'armes et d'explosifs, d'usage de faux papiers, de vols à main armée et de onze attentats.
Gilles Ménage, ayant exercé plusieurs postes clés au sein du cabinet de la présidence de la République sous François Mitterrand, admet pour sa part que les premiers mois du septennat de François Mitterrand ont été marqués par des hésitations à l'égard d'Action directe. Il met cependant en cause la politique menée avant 1981 « marquée par une faiblesse tout aussi flagrante » dans l'action contre le terrorisme. Cette faiblesse est notamment illustrée par les diverses arrestations de Jean-Marc Rouillan tout au long des années 1970 et la légèreté des condamnations qu'il eut à subir. Il considère, que, passé les premiers mois, l'action des gouvernements socialistes fut caractérisée par une « détermination sans faille ». À l'appui de cette affirmation, il explique que dix-huit des vingt-deux personnes citées à comparaître lors du procès de la mouvance Action Directe en janvier 1988, avaient été arrêtées avant mars 1986.

### Incarcération et processus de libération
La peine de Joëlle Aubron a été suspendue en juin 2004 pour raisons de santé. Elle meurt à Paris le 1er mars 2006 d'un cancer du poumon.
Les demandes de libération anticipée de Régis Schleicher ont été plusieurs fois repoussées par le tribunal de l'application des peines. Le 12 février 2003, avec deux complices, il tente de s'évader du centre pénitentiaire de Moulins-Yzeure : après avoir braqué et ligoté un surveillant, les trois hommes font exploser deux portes blindées pour gagner un toit ; leur tentative prend fin après une fusillade avec les gardiens. Le 23 juillet 2009, il lui est accordé un régime de semi-liberté. Il a publié Clairvaux, instants damnés, un livre où il évoque le quotidien des détenus condamnés à de longues peines.
Les demandes de semi-liberté de Georges Cipriani ont été plusieurs fois rejetées (en 2005, 2007 et 2009). Ce régime lui est finalement accordé en 2010. Le 3 mai 2011, la Cour d'Appel de Paris lui octroie une libération conditionnelle.
Le 10 mai 2007, le tribunal d'application des peines de Paris a accordé un régime de semi-liberté à Nathalie Ménigon, emprisonnée depuis 1987. Elle travaillera la journée et retournera dormir en prison, mais le parquet a immédiatement fait appel de cette décision. Le jeudi 19 juillet 2007, la Chambre d'application des peines de la Cour d'Appel de Paris lui a finalement accordé le régime de semi-liberté.
Nathalie Ménigon, à qui un régime de semi-liberté a été accordé à partir du 2 août, a été transférée mardi 24 juillet 2007 du centre de détention de Bapaume (Pas-de-Calais) à la maison d'arrêt de Toulouse-Seysses. Ce régime de semi-liberté est un préalable à une mesure de libération conditionnelle, finalement accordée le 17 juillet 2008. Elle est libérée en régime de libération conditionnelle le 2 août 2008 sur décision du tribunal de l'application des peines de Paris, après plus de vingt ans de prison. Elle n'a jamais exprimé de repentir sur ses actes.
Pendant ses années de prison, elle a subi deux accidents vasculaires cérébraux provoquant une hémiplégie qui a laissé des séquelles.
Jean-Marc Rouillan a tenu une chronique sur l'univers carcéral dans le journal CQFD. Il a obtenu un régime de semi-liberté à partir du 17 décembre 2007. Cette semi-liberté a été révoquée en octobre 2008 à la suite de propos tenus lors d'une interview donnée au magazine L'Express. Il obtient à nouveau en mai 2011 une mise en semi-liberté effective le 19 mai 2012. Le 16 mai 2017, il est condamné en appel à dix-huit mois de prison, dont dix mois assortis d’un sursis avec mise à l’épreuve pour apologie du terrorisme; à propos des djihadistes responsables des attentats à Paris de janvier et novembre 2015, il avait déclaré : « Ils se sont battus courageusement : ils se battent dans les rues de Paris » alors qu’ils « savent qu’il y a 2 000 ou 3 000 flics autour d’eux ».
Sous le nom de Jann-Marc Rouillan, il a publié une douzaine de livres, notamment des souvenirs et des chroniques carcérales.
Max Frérot obtient un régime de semi-liberté le 9 juin 2009.
En 2003, Hellyette Bess est placée sous contrôle judiciaire dans une enquête pour association de malfaiteurs en relation avec une entreprise terroriste, falsification de documents administratifs et contrefaçon [réf. nécessaire] dans l'affaire du (nuovo) Partito Comunista Italiano.
Le 14 octobre 2024, le Lyonnais André Olivier sort de prison après trente-huit ans de détention. Le leader de la branche d’Action directe à Lyon, bénéficie, à 81 ans, d’une libération conditionnelle.

#### Soutiens
Depuis l'arrestation de plusieurs des membres d'Action directe et jusqu'à aujourd'hui, des groupes d'extrême gauche, tel le Comité Unitaire pour la Libération des Prisonniers politiques, le Comité Unitaire de Défense des Prisonniers politiques, le Collectif pour la libération des Militant-e-s d'Action directe ou encore Secours rouge (Secours rouge/Association des Parents et Amis des Prisonniers communistes), mais aussi la Ligue des droits de l'homme militent pour leurs libérations. Parmi les organisations politiques, l'Organisation communiste marxiste-léniniste Voie prolétarienne fera du soutien aux prisonniers d'Action Directe une « question de principe »[réf. nécessaire].
Le 25 mai 2004, les membres du groupe de soutien aux détenus ex-membres d'Action directe « Ne laissons pas faire » jettent du liquide rouge sur la façade et dans le hall d'entrée du siège de l'Ordre des médecins, 180, boulevard Haussmann à Paris. Aux cris de « Libérez Nathalie Ménigon et Joëlle Aubron », ils distribuent des tracts disant « Peine de mort en prison, crime d'Etat » ou « Médecins complices » et suspendent une banderole réclamant la « Liberté pour Joëlle Aubron, Nathalie Ménigon ». Les élus Verts du Conseil de Paris ainsi que la Ligue des droits de l'homme leur apportent leur soutien.
Le 20 février 2006, une bombe explose à Berlin. Le 25 février 2006, un attentat vise Renault à Athènes, ne faisant que des dégâts matériels, en « Solidarité avec les prisonniers » d'Action directe.

### Connexions

#### Le braquage de Condé-sur-l'Escaut
Le 28 août 1979, une attaque à main armée a lieu à la perception de Condé-sur-l'Escaut (Nord). Six malfaiteurs masqués (dont une femme) s'emparent de 16,3 millions de francs, destinés au paiement en liquide des pensions trimestrielles des retraités des mines. Le braquage a été exécuté de façon quasi-militaire à la manière d'une action de commando. L'enquête s'oriente vers des anciens membres des GARI en liaison avec les Brigades rouges et des groupes terroristes français. Un suspect est arrêté trois mois plus tard. Il s'agit d'un ressortissant espagnol nommé José de Miguel Martin, membre du Groupe autonome de Madrid. Lui et son amie Annie Cuadrado sont connus des Renseignements généraux pour leur sympathie envers la Gauche prolétarienne et les GARI. À son domicile, les policiers retrouveront des faux papiers, des chéquiers, les radios qui ont servi au commando ainsi qu'une somme de 1 700 000 francs provenant du braquage.
Le 28 mars 1980, en même temps que le coup de filet opéré contre Action directe, quatre Italiens - trois hommes et une femme - sont interpellés au Brusc, près de Toulon, par les polices judiciaires de Nice et de Lille. Une partie du butin est retrouvée (150 000 francs), ainsi que des armes de guerre et des faux papiers semblables à ceux retrouvés chez les membres d'Action directe. Franco (ou François) Pinna (ou Pina), Enrico Bianco, Luigi Amadori et Oriana Marchionni, épouse d'Enrico Bianco, font partie des Brigades rouges et avaient des liens avec Action directe.
Le dossier est confié à la Cour de sûreté de l'État. En juin 1981, huit autres personnes sont inculpées par le juge Michel Legrand de « crimes commis en relation avec une entreprise tendant à entraver l'exercice de l'autorité de l'État ». Il s'agit de six Français (Jean-Pierre Cazenave-Laroche, Floreal Cuadrado, Raymond Delgado, Annie Dessaux, Angela Herbon, Martine Fournier et Sylvie Porte) et un Allemand (Werner Witteman). Cuadrado et Delgado sont des anarchistes espagnols qui ont côtoyé Rouillan au sein des GARI.
Le 17 juillet 1981, l'Assemblée nationale vote la suppression de la Cour de sûreté de l'État. Le 23 juillet, celle-ci se dessaisit du dossier de Condé-sur-l'Escaut en considérant que « rien ne permet de penser qu'il s'agit d'un acte subversif dirigé contre l'État français ». L'affaire retourne au tribunal de Valenciennes.
Les inculpés échappent donc à l'amnistie votée le 4 août 1981. Après des manifestations diverses (cf supra), l'intervention de personnalités et groupements de gauche ou d'extrême-gauche et une grève de la faim, les cinq derniers détenus dans le cadre de cette affaire seront libérés en octobre 1981 pour "raison médicale" en même temps que Nathalie Ménigon.
Un procès aura finalement lieu devant la cour d'assises de Douai à partir du 17 avril 1989, soit dix ans après les faits. Le parquet rejette les motivations politiques mises en avant par les accusés et soutient qu'il s'agit d'une affaire de droit commun. Sept accusés sont présents. Les débats portent essentiellement sur l'application de la loi d'amnistie d'août 1981. Quatre accusés de complicité et de recel de vol avec armes sont acquittés (Martine Fournier, Sylvie Porte, Annie Dessaux et Jean-Pierre Cazenave-Laroche). Raymond Delgado est reconnu coupable de complicité et Floréal Cuadrado coupable de recel. La Cour d'assises les fait cependant bénéficier de l'amnistie. Seul Luigi Amadori est condamné à quatorze mois de prison pour recel simple, probablement en raison du fait qu'il s'est acheté un voilier avec l'argent recelé et qu'il était détenu pour une affaire de drogue au moment du procès.
Gilles Ménage tient pour acquis qu'une bonne part du butin de ce braquage fut remis au groupe Action directe.

#### Les explosifs de Rochebesse
Le 18 septembre 1980, quelques jours après l'interpellation de Nathalie Ménigon et Jean-Marc Rouillan, deux autres suspects sont arrêtés. Il s'agit de Laurent Louessard, étudiant en sciences économiques et surveillant d'externat au lycée Carnot à Paris, et de son amie espagnole : Maria Pilar Arago-Eltur, employée dans un institut de sondage. Ils ont été tous deux signalés dans la mouvance d'Action directe. Ils sont suspectés d'avoir établi des liens avec des groupes terroristes italiens (Prima Linea) et espagnols (ETA militaire).
Maria Pilar Arago-Eltur reconnaît avoir participé à la création d'Action directe en 1979 avec Laurent Louessard, Carlos Jaurégui, Mireille Munoz, Ménigon et Rouillan. Elle indique que le groupe a financé ses premières actions avec l'argent provenant d'un braquage commis fin juillet 1979 à la BNP, avenue de Villiers à Paris. Louessard, Jaurégui, Rouillan, Ménigon ont participé à ce braquage avec trois de leurs proches : Serge Fassi, Pascal Trillat et Pedro Linares Montanes.
Au cours de leur interrogatoire, les deux jeunes gens révèlent l'existence d'un important dépôt d'explosifs au sein d'une communauté « hippie » au lieu-dit de Rochebesse, sur la commune de Chanéac en Ardèche. Les 600 kg d'explosifs découverts lors des perquisitions du 27 mars proviennent de ce dépôt.
La communauté de Rochebesse est connue des forces de l'ordre. Elle s'est implantée en 1969 dans un hameau isolé, sous la houlette de Pierre Conty, soixante-huitard grenoblois. Avec ses amis adeptes du retour à la terre, il a pris possession de plusieurs masures délabrées et élève quelques dizaines de brebis et des vaches. Au fil des années, les rapports se sont tendus avec le voisinage. Les membres de la communauté se livrent à des larcins et se bagarrent avec les paysans. Le 24 août 1977, Conty et deux membres de la communauté (Stéphane Viaux-Peccate et Jean-Philippe Mouillot) commettent un braquage au Crédit agricole de Villefort en Lozère. Au cours de leur fuite, Conty blesse grièvement un gendarme (qui mourra quelques semaines plus tard) et abat de sang-froid deux villageois. Jean-Philippe Mouillot se livre à la justice peu après. Stéphane Viaux-Peccate est arrêté en Hollande lors d'une enquête sur la bande à Baader. Ils seront condamnés en mai 1980 respectivement à 5 et 18 ans de réclusion criminelle. Surnommé "le tueur fou de l'Ardèche", Pierre Conty, qui n'a pas été arrêté, est condamné à mort par contumace.
À la suite des révélations de Laurent Louessard et Maria Pilar Arago-Eltur, la brigade criminelle, la police judiciaire de Montpellier et les gendarmes investissent Rochebesse le 23 septembre 1980. Marie-Thérèse (Maïté) Merlhiot, l'ancienne compagne de Conty est interpellée en compagnie de deux amis vivant avec elle au hameau de Treynas. Dans une cache dissimulée sous des éboulis, les policiers découvrent 1 250 kg d'explosifs, des fusils, des carabines et plusieurs centaines de cartouches. Une partie des explosifs provient d'un vol commis dans une carrière de l'Isère en 1975. Pendant l'hiver 1979, Laurent Louessard et Philippe Franc ont transporté une partie de ces explosifs à Paris.

#### Frédéric Oriach
Frédéric Oriach a longtemps été soupçonné de faire partie des dirigeants d'Action directe. L'intéressé s'en est défendu, tout en déclarant publiquement approuver certains attentats commis par le groupe. Par ailleurs, Oriach a été proche de Pierre Carette, fondateur des Cellules communistes combattantes. Ce groupe belge a commis diverses actions en commun avec Action directe, notamment des vols d'explosifs et le partage d'armes et de planques
Dans la nuit de 12 au 13 mai 1977, Frédéric Oriach, Michel (Mickel) Lapeyre et Jean-Pierre Gérard sont interpellés par des gardiens de la paix rue Bobillot (Paris XIIIe arrdt). Les trois hommes sont tous armés. Oriach est porteur d'un revolver de type Magnum et Gérard d'un autre pistolet de calibre 7,65, qui a « servi » pour l'assassinat de Joaquin Zenteno Anaya, ambassadeur de Bolivie en France le 11 mai 1976 et pour l'attentat contre Bartholome Garcia Platta-Valle, attaché militaire à l'ambassade d'Espagne à Paris le 8 octobre 1975. Lapeyre est en possession d'un pistolet 11,43 qui a été utilisé pour l'assassinat de Jean-Antoine Tramoni le 23 mars 1977 à Limeil-Brévannes. J.-A. Tramoni est le vigile de la régie Renault qui a abattu le militant maoïste Pierre Overney lors d'une manifestation aux portes des usines Renault le 25 février 1972. Dans leur voiture et à leurs domiciles respectifs, les enquêteurs saisissent diverses armes de guerre, des postes émetteurs-récepteurs et divers documents : tracts et fiches mentionnant des immatriculations et des relevés de trajet de véhicules des ambassades d'Israël et d'Iran.
Les enquêteurs soupçonnent Oriach et ses amis de deux autres attentats au cours desquels un diplomate uruguayen a été tué et un conseiller d'ambassade iranien a été grièvement blessé. Oriach, Lapeyre et Gérard déclarent faire partie des NAPAP et se refusent à toute autre déclaration. Ils rejoignent en prison trois membres présumés des NAPAP arrêtés le 31 mars : Henri Savouillan, Maurice Marais et Egbert Slaghuis, suspectés d'avoir fourni l'arme et les projectiles qui ont tué Jean-Antoine Tramoni. Un septième suspect, soupçonné d'avoir assassiné J.-A. Tramoni, est arrêté le 3 décembre : Christian Harbulot. Il sera libéré après plusieurs mois de détention préventive et obtiendra un non-lieu dans cette affaire.
Le 23 mars 1978, Oriach, Lapeyre et Gérard sont condamnés pour détention d'armes prohibées à 7 ans de prison dont 5 ans fermes. En appel, leur peine est ramenée à cinq ans de prison, dont un avec sursis. Libérés en mai 1980, ils sont arrêtés en juillet de la même année par une patrouille de police peu après un attentat commis contre les locaux des chemins de fer allemands (Bundesbahn) rue Condorcet à Paris IXe. Lapeyre et Gérard reconnaissent leur participation à l'attentat. Le 14 septembre 1981, les trois hommes bénéficient de l'amnistie présidentielle, en vertu d'une décision de la chambre d'accusation de la cour d'appel de Paris. Cette décision intervient après diverses manifestations violentes de groupes d'extrême-gauche réclamant leur libération, ainsi que celle de Nathalie Ménigon et des sept inculpés pour l'attaque à main armée de Condé-sur-l'Escaut.
Le 12 octobre 1982, Frédéric Oriach est arrêté à Paris par la Brigade de recherches et d'intervention et inculpé d'« association de malfaiteurs ». Il venait de se rendre à la gare du Nord pour consulter des documents déposés dans une consigne. Il s'agit de fiches concernant des objectifs d'attentats réalisés ou potentiels ; parmi les documents saisis se trouve également une sorte de mémoire rédigé par Oriach concernant les actions menées par Action directe au cours de l'été 1982. Ce texte, dans lequel Oriach parle de « notre groupe » et de « notre action », tend à démontrer que les membres d'Action directe ont participé à plusieurs attentats, notamment celui de l'avenue de La Bourdonnais le 21 août (deux artificiers de la Préfecture de police tués en tentant de désamorcer une bombe placée sous la voiture du conseiller commercial de l'ambassade des États-Unis) et celui de la rue Cardinet commis le 17 septembre (trois diplomates israéliens grièvement blessés, ainsi qu'une quarantaine d'élèves du lycée Carnot). Ces deux attentats avaient également été revendiqués par les Factions armées révolutionnaires libanaises (FARL).
En avril 1983, un commando d'une dizaine de personnes saccage le musée de la Légion d'honneur et y laisse des tracts réclamant la libération de Frédéric Oriach. Une dizaine de personnes est interpellée à la suite de ce saccage, parmi lesquels Martine da Silva et Christian Gauzens, amis d'Oriach.
En avril 1985, dans un courrier adressé au journal Le Monde, Oriach nie avoir jamais été proche d'Action directe.

## Crimes et attentats
Le groupe Action directe a revendiqué plusieurs actions (mitraillage, braquage, plasticage, assassinat). À partir de juin 1984, Action directe signe ses attentats et ses tracts en utilisant des noms de commandos pour donner une symbolique forte à ses actions et pour créer l'illusion du nombre.
De nombreux vols à main armée n'ayant pas entraîné mort d'homme ont été revendiqués par le groupe comme des « expropriations prolétariennes ». Durant sa première période, plusieurs attentats dans des zones d'opération d'Action directe seront commis. Si le mode opératoire, les revendications et les cibles peuvent les rattacher au groupe, ils seront revendiqués sous différents noms. La police française considérera ces attentats comme commis par la mouvance Action directe : Action directe du 27-28 mars, CLODO, Groupe Bakounine-Gdansk-Paris-Guatemala-Salvador, Jeune Taupe, Casse-Noix, Moutons enragés, Nous, B.A.D.I.N.T.E.R. (du nom du ministre de la Justice d'alors, Robert Badinter, Bombeurs anonymes pour la défense des incarcérés très excités par Robery), Germain, Comité Riposte à la répression en Algérie. La « menace » d’une résurgence d’Action directe ou d’un nouveau groupe terroriste à la manière d’Action directe est fréquemment agitée même si ce n’est pas toujours pertinent. Par exemple, Florence Rey et Audry Maupin seront décrits par une partie de la presse et des enquêteurs comme un couple « à la Rouillan et Ménigon ». Ces deux anarchistes autonomes avaient pris d’assaut une préfourrière de la police. Ce braquage qui n’avait pas pour but de faire des morts a dérapé en une course-poursuite à travers Paris et des échanges de coups de feu avec la police provoquant la mort de cinq personnes, dont Audry Maupin.

## Évocation de réactivations possibles du groupe Action directe
En 2009, Julien Coupat et le groupe de Tarnac sont présentés par Michèle Alliot-Marie comme des « héritiers en puissance d’Action directe ». La ministre de l’Intérieur évoque le retour du terrorisme de « l’ultra gauche »,. Julien Coupat et ses proches sont accusés d’avoir placé des crochets pour bloquer la circulation de TGV et d’avoir écrit un livre L’Insurrection qui vient. Non seulement les faits ne sont pas prouvés, mais au point de vue de l’idéologie les spécialistes jugent que « Julien Coupat n’a rien à voir avec Jean-Marc Rouillan ».
En février 2011, six commissariats des Hauts-de-Seine reçoivent une lettre présentant « la réactivation d’Action directe ». Le tract annonce des actions contre la police dans la lignée du combat de Jean-Marc Rouillan, Nathalie Ménigon et Joëlle Aubron. Même si l'on ne sait pas si la menace était réelle, elle a été prise au sérieux par la justice qui a saisi la section antiterroriste de la brigade criminelle de Paris dans les heures qui ont suivi. Ces références régulières à Action directe montrent que le souvenir du mouvement et de ses attentats reste toujours présent dans la mémoire collective.

### Études et témoignages
- Aurélien Dubuisson, Action directe, les premières années, Paris, Libertalia, 2018.
- Alain Hamon et Jean-Charles Marchand, Action directe. Du terrorisme français à l'euroterrorisme, Le Seuil 1986
- Roland Jacquard, La longue traque d'Action directe, Albin Michel, 1987
- Michael York Dartnell, Action directe : ultra-left terrorism in France, London 1995
- Loïc Debray, Jean-Pierre Duteuil, Philippe Godard, Henri Lefebvre, Catherine Régulier, Anne Sveva, Jacques Wajnsztejn, Paroles Directes. Légitimité, révolte et révolution : autour d'Action directe, Acratie 1990
- Jean-Pierre Pochon, Les stores rouges, Édition des Équateurs, 2008
- Serge Savoie, La traque d'Action Directe, Nouveau Monde Éditions 2011
- Fanny Bugnon, « "Le sang et les confitures". Les procès d'Action directe dans la presse française », dans André Rauch et Myriam Tsikounas (dir.), La justice et les représentations du crime, Paris, Publications de la Sorbonne, 2012, p. 153-165.
- Fanny Bugnon, « La médiatisation. Le cas des femmes d'Action directe », dans Coline Cardi et Geneviève Pruvost (dir.), Penser la violence des femmes, Paris, La Découverte, 2012, p. 361-374.
- Patrice Lastère, Un flic passe aux aveux, Paris, Jean-Claude Lattès, 2013, 284 p. (ISBN 978-2-709-64236-1)
- Fanny Bugnon, Les "amazones de la terreur". Sur la violence politique des femmes, de la Fraction armée rouge à Action directe, Paris, Payot, 2015  (ISBN 9782228913140).
- Philippe Collin et Sébastien Goethals, L'escamoteur, Paris, Futuropolis, 2024, 320 p. (ISBN 9782754835374)

### Littérature
- Vanessa Schneider, La Fille de Deauville, Paris, Grasset, 2022, 272 p. Ce roman s'intéresse tout particulièrement à la traque de Joëlle Aubron, membre d'Action directe.
- Monica Sabolo, La vie clandestine, Paris, Gallimard, 2022, 320 p. (ISBN 9782072900426)
- Dan Franck, L'arrestation, Paris, Grasset, 2023, 304 p. (ISBN 9782246835455)

### Témoignages relatifs au parcours d'Action directe
- Floréal Cuadrado, Comme un chat. Souvenirs turbulents d'un anarchiste, faussaire à ses heures, vers la fin du vingtième siècle, Éditions du Sandre, 2015,  (ISBN 978-2-35821-105-5).
- Collectif éphémère, Retour sur les années de braise. Des groupes autonomes et de l'organisation Action Directe, éditions du CRAS, Toulouse, 2005 https://cras31.info/IMG/pdf/brochure_annees_de_braise_version_texte.pdf

### Ouvrages des membres d'Action directe
- Action directe, Pour un projet communiste, Docom 1982
- Action directe, Textes de prison, 1992-1997, Jargon libre 1997
- Jean-Marc Rouillan, Nathalie Ménigon, Joëlle Aubron, Régis Schleicher, Le Prolétaire précaire, Acratie 2000
- Jean-Marc Rouillan, Je hais les matins, Denoël 2001
- Jean-Marc Rouillan, Glucksamschlipszig, le roman de gluk, L'esprit frappeur no 115, 2003  (ISBN 978-2-84405-195-0)
- Jean-Marc Rouillan, De mémoire (1), Les jours du début: un automne 1970 à Toulouse, Agone, 2007  (ISBN 978-2-7489-0069-9)
- Jean-Marc Rouillan, Infinitif Présent, éditions Agone, 2010.
- Régis Schleicher, Clairvaux, instants damnés, L'Éditeur, 2010.
- Jean-Marc Rouillan, Dix ans d’Action directe. Un témoignage, 1977-1987, éditions Agone, 2018  (ISBN 9782748903683).

### Ouvrages connexes
- Jean-Claude Lutanie, Protestation devant les libertaires du présent et du futur sur les capitulations de 1980, sans mention d'éditeur, 1981, puis réédité en 2011 aux Éditions Lutanie

### Filmographie
- A.D. La guerre de l'ombre (Téléfilm), 2008.
- La prisonnière du pont aux Dions, Gaël Lépingle, 2005[133].

### Documentaires télévisés
- Action directe : la révolution à tout prix, de Jean-Charles Deniau, sur France 3 - Théophraste, 2001.
- « Action directe, l'assassinat de Georges Besse » le 6 février 2005 dans Faites entrer l'accusé présenté par Christophe Hondelatte sur France 2.
- Ni vieux, ni traîtres, de Pierre Carles et Georges Minangoy, 2006.
- « Action directe, un terrorisme à la française » le 13 décembre 2013 dans 50 ans de faits divers sur 13e rue et sur Planète+ Justice de Clémence Badault (2006).
- Histoire secrète d'Action directe, de Romain Icard, 2009, sur LCP.